# Монумент апельсину
Монуме́нт апельси́ну або Монумент апельсину, що врятував Одесу — сучасний артоб'єкт міста Одеси, що відсилає до призабутих і анекдотичних подій в історії міста.

## Історія

### Неприємні події і дипломатія

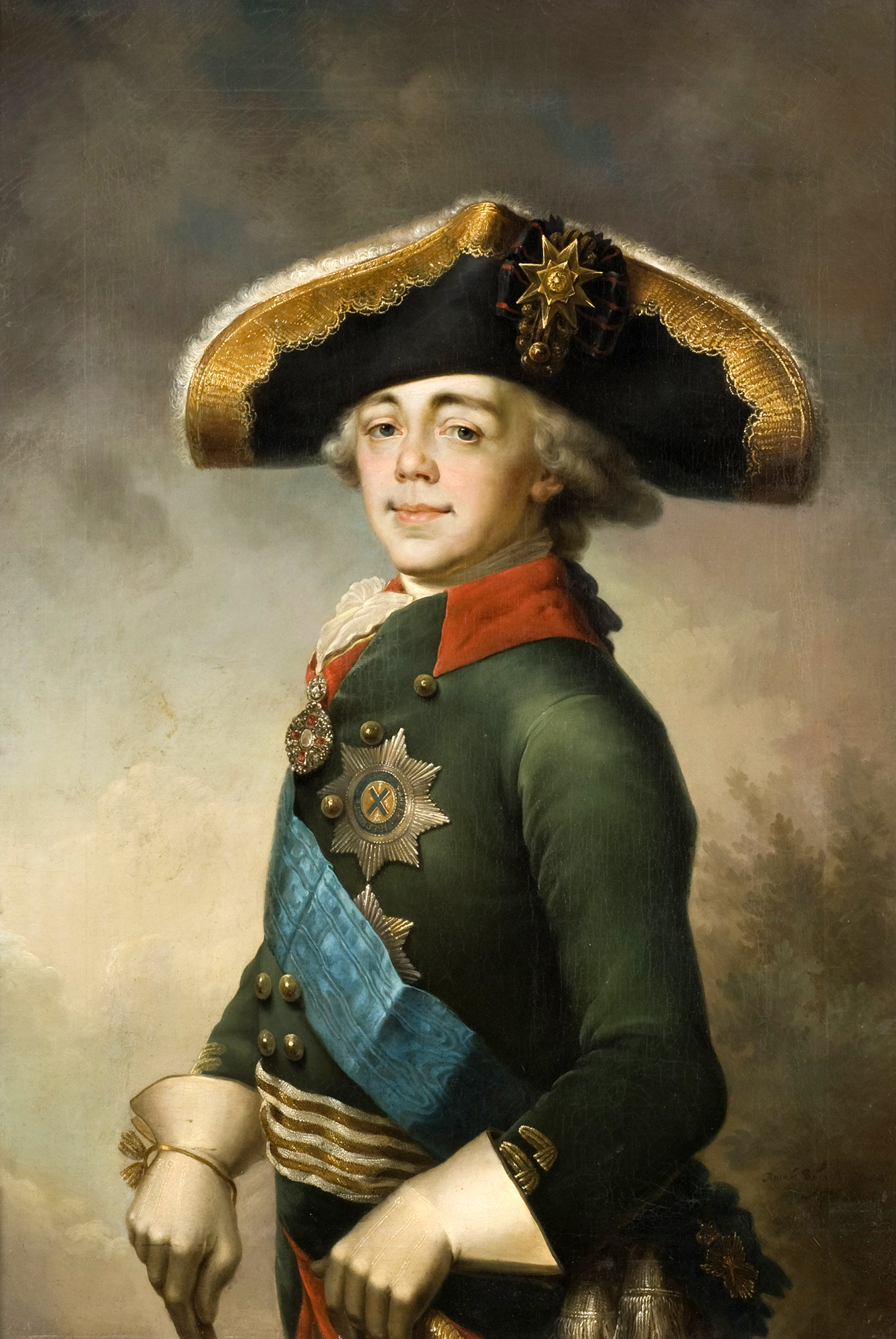
Портрет Павла I

Після всходу на престол імператор Павло I, що мав важкі стосунки з матір'ю (Катериною II) почав закривати або ліквідовувати її проєкти. Серед ліквідованих опинились грандіозний палац померлої імператриці в місцевості Пела і проєкт побудови порту і міста Одеси.
Будівельну експедицію в місті ліквідували, адмірала де Рібаса викликали в Петербург, відірвавши від справ, а перший містобудівничий Одеси Франц де Воллан (1752—1818) втратив посаду. На щастя, в місті залишились члени магістрату, що не втратили ініціативи і вдалися до дипломатичних заходів.

### Врятоване місто
Магістрат зібрався на нараду 9 січня 1800 р. і зголосився надіслати царю посланця з клопотаннями і великим «подарунком».
Дочекавшись прибуття в місто вантажу з помаранчами, магістрат сплатив його вартість і, відібравши найкращі 3.000, відіслав імператору з запевненням в вірності і з проханням надати кредит на добудову порту. Адже від нього залежав добробут міста і його розвиток.
Дипломатичний хід удався. І імператор скасував свої ж заборони і надав магістрату і кредит у 250.000 рублів, і права на розбудову порту і міста на майбутні 14 років. Так Одесу врятували помаранчі.

### Ідея монумента
Ідея незвичного монумента почала обговорюватися в місцевій пресі навесні 2004 р. Вона перейшла в реалізацію за фінансової підтримки і тиску Одеської митниці та добродійних внесків.
Проєкт монументу належав архітектору Володимиру Глазиріну, скульптору — Олександру Токареву. Автор ідеї — Валерій Балух.
Але несподівана ідея і її втілення зробили і монумент, і місто веселішими, додали гумору і дотепності.

### Вигляд монумента
Це помаранч з відрізаною частиною — сектором, де розмістили фігуру імператора Павла, що розглядає привезений з Одеси фрукт. Поряд візок з конями. На верхівці монумента — моделі первісних архітектурних споруд міста, що уславили його — театр Тома до Томона, колонада Воронцовського палацу, Спасо-Преображенський собор.
Монумент створено у місті Києві і використано одну тону бронзи. За офіційними звітами вартість скульптури — 20 000 доларів, а будівельних робіт — 160 000.
Первісно монумент встановили на перетині вулиць Пушкінської та Ланжеронівської. Але за вказівками експертів новітній за ідеєю та виконанням монумент псував історичну частину Одеси. До думки приєднався і архітектор Володимир Глазирін. Монумент перенесли на нове місце — на бульвар Військово-морських сил. Він стоїть на бруківці і облямований стовпчиками.

### Пам'ятник хабарю
Скульптурну композицію монумент апельсину одесити охрестили — «Пам'ятником Хабару».